# 시몬 할
시몬 할 옌센(덴마크어: Simon Hald Jensen, 1994년 9월 29일~)은 덴마크의 핸드볼 선수로 포지션은 피벗이다. 현재 덴마크 핸드볼 리그의 올보르 혼볼과 덴마크 국가대표팀 소속으로 활동하고 있다.
덴마크 대표팀의 일원으로 2024년 하계 올림픽 금메달을 획득했고 세계 선수권 대회에서 3회 우승을 차지했다.